# Font gòtica

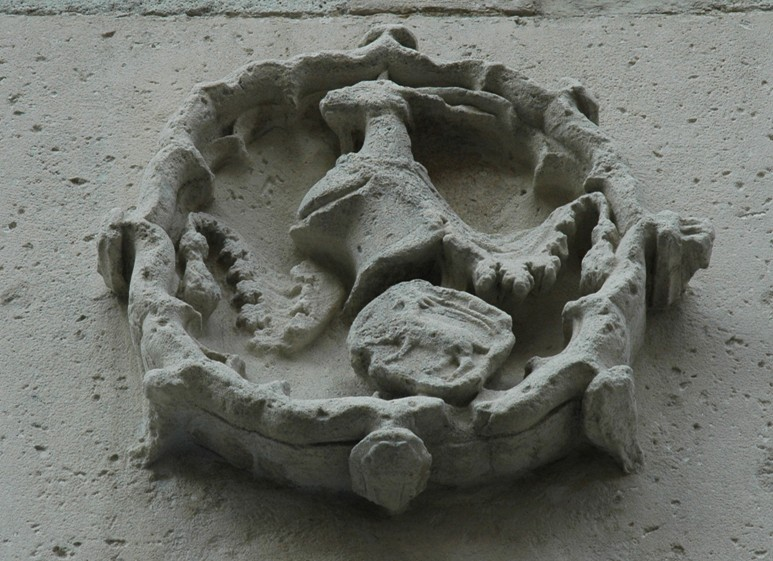
Particolare con lo stemma dei Cabrera

La Font gòtica (Fontana gotica) è una fontana che si trova in Carrer Ample, la via principale del centro storico di Blanes.
La fontana è stata donata alla città di Blanes nel 1438 da Violant de Prades, sposa di Bernardo V di Cabrera, per far fronte ad una situazione d'insalubrità che aveva provocato alcune epidemie tra la popolazione.
È a pianta ottagonale, divisa su tre livelli e coronata da un angelo ed è caratterizzata da guglie, creste e pinnacoli e da un medaglione con lo stemma dei Cabrera. L'ottimo stato di conservazione si deve ad un restauro concluso nel 2006 che l'hanno resa la fontana meglio conservata del gotico catalano.